# Províncias do Zimbabwe

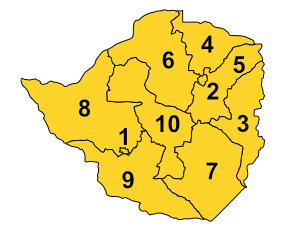
Mapa do Zimbábue com as províncias numeradas

Zimbábue é dividido em oito províncias e cidades cidades com estados provincial:
1. Bulavaio (cidade)
2. Harare (cidade)
3. Manicalândia
4. Maxonalândia Central
5. Maxonalândia Oriental
6. Maxonalândia Ocidental
7. Masvingo
8. Matabelelândia Norte
9. Matabelelândia Sul
10. Medialândia